# Branko Peković
Branko Peković (in serbo Бранко Пековић?; Belgrado, 7 maggio 1979) è un pallanuotista serbo naturalizzato kazako, vincitore di una medaglia di bronzo a Pechino 2008 e di quattro medaglie europee (due ori e due argenti), oltre che di due ori in World League e di un argento mondiale. Con il Becej ha vinto un campionato, una coppa serbo-montenegrina e una Coppa dei Campioni, mentre con lo Sturm è stato vincitore di un campionato russo. Dal 2021 è allenatore dello Stari Grad.